# Hołowli
Hołowli (ukr. Головлі) – wieś na Ukrainie, w obwodzie chmielnickim, w rejonie sławuckim.